# 아틀라스 III

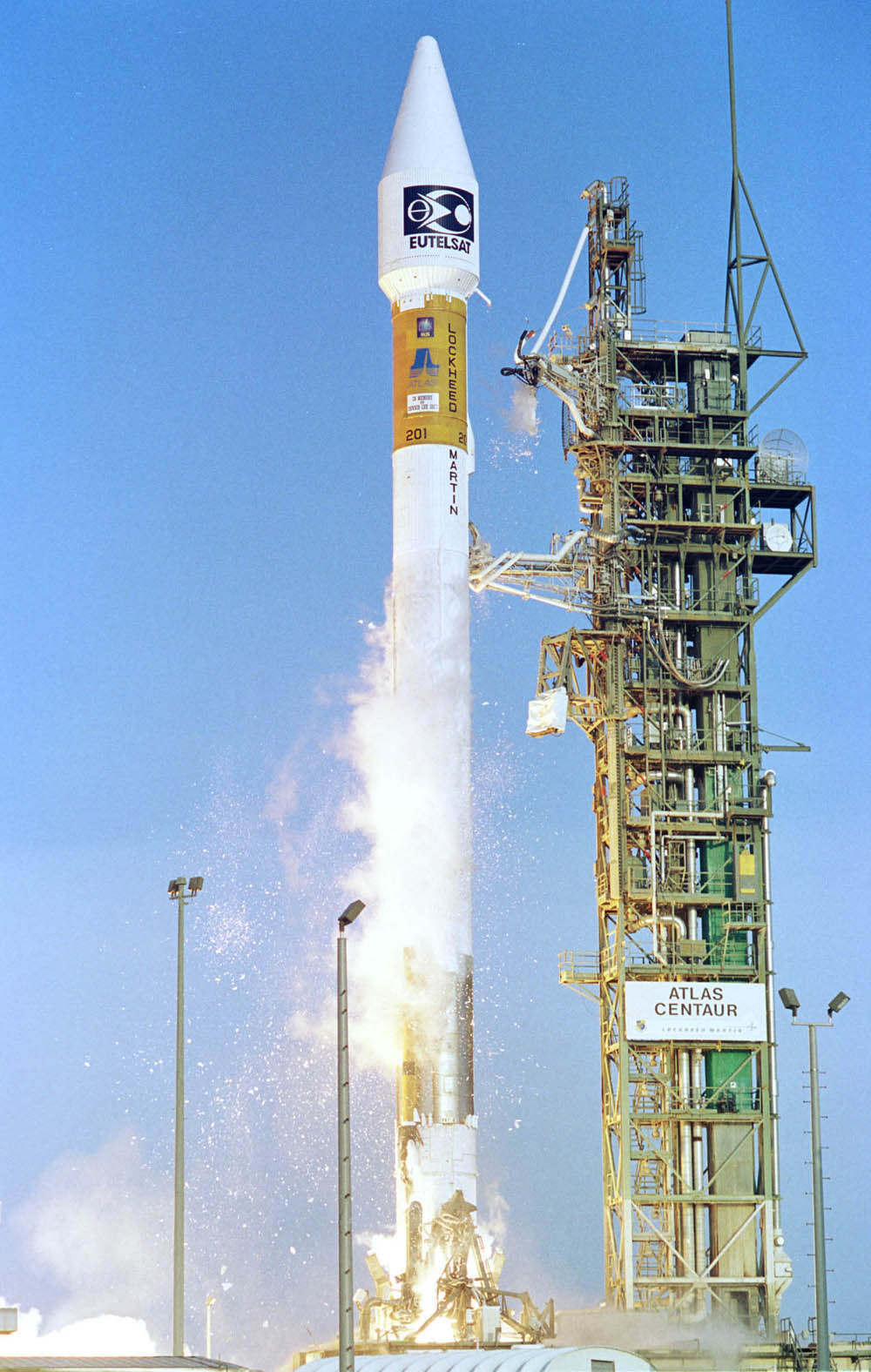

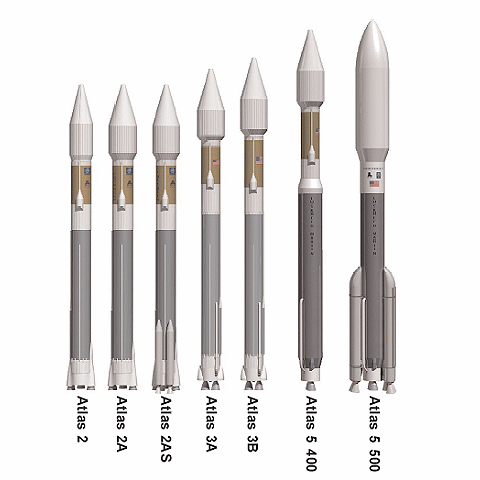
아틀라스 로켓 시리즈

아틀라스 III(Atlas III)은 미국의 우주 발사체이다.

## 역사
록히드 마틴이 개발했다. 2000년부터 2005년까지 6년 동안 6회 발사해서 6회 성공했다.
아틀라스 로켓은 미국 최초의 ICBM인 SM-65 아틀라스(아틀라스 미사일)를 시작으로 해서, 이를 우주 로켓으로 개조해서 아틀라스 A, 아틀라스 B, 아틀라스 C, 아틀라스 D, 아틀라스 E, 아틀라스 F, 아틀라스 G, 아틀라스 H, 아틀라스 I까지 계속 업그레이드 된다. 그런데, 아틀라스 I 이후부터는 아틀라스 II, 아틀라스 III, 아틀라스 V 이렇게 이름이 계속되고 있다. 아틀라스 IV는 없다. 2020년 현재 이전 버전들은 모두 퇴역하고 아틀라스 V가 사용중이다.
아틀라스 H까지는 되게 투박하게 못생겼다. SM-65 아틀라스를 우주로켓으로 개조한 것이다. 아틀라스 I은 일자형으로 세련되게 생겼는데, 이후부터는 이렇게 일자형 깔끔한 디자인을 계속 유지하고 있다.
원래, 아틀라스 미사일은 제네럴 다이내믹스가 개발했는데, 이후에 제네럴 다이내믹스가 록히드 마틴에 인수합병되었다.

## RD-180
나로호 1단으로 유명한 러시아제 RD-180 엔진을 1단으로 사용한다. 아틀라스 III, 아틀라스 V가 RD-180 엔진 1개를 1단으로 사용하는데, RD-180 엔진 1개는 나로호 1단 RD-151을 2개로 묶은 것이다. 최근 미국에서 러시아제 엔진 사용을 금지하자는 여론이 일어나자, 아틀라스 V와 무게가 거의 같은 벌컨 (로켓)을 개발하고 있다. 추력 400톤 RD-180 엔진 1개 대신 추력 200톤 BE-4 엔진 2개를 묶었다. BE-4 엔진은 아마존의 제프 베조스가 설립한 블루 오리진에서 개발한 로켓 엔진이다.

## 같이 보기
- 아틀라스 V